# Martin Harlinghausen
Martin Harlinghausen  (17 janvier 1902 - 22 mars 1986) est un Generalleutnant allemand de la Luftwaffe pendant la Seconde Guerre mondiale.

## Biographie
Harlinghausen est né à Rheda en janvier 1902 et a rejoint la Reichsmarine (marine allemande), le 1er avril 1923. Il est transféré à la Luftwaffe en octobre 1933. En décembre 1937, il assume le commandement de l'AS 88, une unité aérienne anti-navire de la Légion Condor, spécialisée dans ce type de guerre.
Au cours de la Seconde Guerre mondiale, il opère comme pilote, et reçoit la croix de chevalier de la croix de fer le 5 mai 1940 pour avoir détruit 100 000 tonnes de jauge brute (TJB) de navires alliés.
Envoyé en Italie en décembre 1940, il coule 27 000 tonneaux supplémentaires de jauge brute de navire et reçoit les feuilles de chêne le 30 janvier 1941.
En mars 1941, il est nommé Fliegerführer Atlantik, un poste qu'il occupe jusqu'en juillet 1942. Au cours de son temps comme Fliegerführer Atlantik, Harlinghausen est tenu responsable de l'échec de la Luftwaffe pour prévenir la perte du cuirassé Bismarck.
Harlinghausen a ensuite été nommé Fliegerführer Tunesien en juillet 1942. Il est resté dans le théâtre méditerranéen jusqu'au 18 juin 1943, lorsque des désaccords avec ses supérieurs ont conduit à son remplacement.
En décembre 1944, il est nommé Chef des Luftwaffenkommandos "West",  un poste qu'il occupe jusqu'à la cession des hostilités en mai 1945.
Il est capturé par les troupes américaines et est libéré en 1947. Il sert alors dans la nouvelle Luftwaffe de la  Bundeswehr de 1957 à 1961. Il meurt à Gütersloh en mars 1986.

## Promotions
- Leutnant zur See: 1er octobre 1927
- Oberleutnant zur See: 1er juillet 1929
- Hauptmann: 1er juillet 1934
- Major: 1er août 1938
- Oberstleutnant: 30 janvier 1941
- Oberst: 1er juillet 1942
- Generalmajor: 1er décembre 1942
- Generalleutnant: 1er décembre 1944
- Generalmajor (Bundeswehr): 1er août 1957
- Generalleutnant (Bundeswehr): 1er juillet 1959

## Décorations
- Croix d'Espagne
- Médaille de la campagne 1936-1939 (Espagne)
- Insigne de pilote-observateur en or avec diamants
- Croix de fer (1939) 2e et 1re classe
- Insigne des blessés (1939) en noir le 21 décembre 1942
- Croix de chevalier de la croix de fer avec feuilles de chêne
  - Croix de chevalier de la croix de fer le 5 mai 1940 comme Major de l'état-major général et chef d'état-major de la X. Fliegerkorps[2].
  - 8e feuilles de chêne le 30 janvier 1941 comme Oberstleutnant de l'état-major général et chef d'état-major de la X. Fliegerkorps[2].
- Bande de bras Afrika
- Mentionné dans le bulletin quotidien radiophonique de l'armée Wehrmachtbericht
- Commandeur de l'ordre du Mérite de la République fédérale d'Allemagne